# Доминик Константин фон Льовенщайн-Вертхайм-Рошфор
Доминик Константин фон Льовенщайн-Вертхайм-Рошфор (на немски: Dominik (Dominicus) Konstantin zu Löwenstein-Wertheim-Rochefort; * 16 април 1762, Нанси; † 18 април 1814, Франкфурт на Майн) от странична линия на Вителсбахите, е от 1789 г. 4. и последният управляващ княз на Льовенщайн-Вертхайм-Рошфор и от 1803 г. княз на Льовенщайн-Вертхайм-Розенберг.

## Живот
Син е на принц Теодор Александер фон Льовенщайн-Вертхайм-Рошфор (1722 – 1780) и съпругата му графиня Катарина Луиза Еленора фон Лайнинген-Дагсбург-Хартенбург (1735 – 1805), дъщеря на граф Карл Лудвиг фон Лайнинген-Дагсбург-Емихсбург. Внук е на княз Доминик Марквард фон Льовенщайн-Вертхайм-Рошфор (1690 – 1735) и ланграфиня Кристина фон Хесен-Рейнфелс-Ротенбург-Ванфрид (1688 – 1728). Племенник е на княз Карл Томас (1714 – 1789), 3. княз на Льовенщайн-Вертхайм-Рошфор, който няма син.
Доминик расте в Щрасбург и посещава там военното училище. Придружен от дворцов майстер той следва във Фулда.
На 9 май 1780 г. в Бартенщайн той се жени за принцеса Мария Леополдина Хенриета фон Хоенлое-Бартенщайн (* 15 юли 1761; † 15 февруари 1807), дъщеря на княз Лудвиг Карл Франц Леополд фон Хоенлое-Валденбург-Бартенщайн (1731 – 1799) и графиня Фредерика Поликсена фон Лимбург-Щирум (1738 – 1798). Понеже става ясно, че ще наследи трона от чичо му Карл Томас, през 1783 г. той си взема жилище във Вертхайм.
На 6 юни 1789 г. Доминик Константин става след смъртта на чичо му 4. княз на Льовенщайн-Вертхайм-Рошфор и 1803 г. княз на Льовенщайн-Вертхайм-Розенберг.
След смъртта на съпругата му Мария той се жени втори път на 15 април 1807 г. в Констанц за графиня Мария Кресценция фон Кьонигсег-Ротенфелс (* 30 януари 1786, Именщат; † 13 декември 1821, Милтенберг), дъщеря на граф Франц Фиделис Антон фон Кьонигсег-Ротенфелс (1750 – 1804) и графиня Мария Йозефа Лудовика фон Валдбург-Цайл (1756 – 1798). Двамата живеят под наем в луксознен апартамент във Франкфурт на Майн.
От 1812/13 г. той се нарича „княз цу Льовенщайн-Вертхайм-Розенберг“. Умира на 51 години през 1814 г. от воден оток и е погребан в манастир Енгелберг, сърцето му се намира в княжеската гробница на манастирската църква Вертхайм.

## Деца
От Мария Леополдина Хенриета има децата:
- Луиза Йозефа (* 23 февруари 1781; † 5 август 1785)
- Кристиана Хенриета Поликсена (* 6 май 1782; † 5 юли 1811), омъжена на 25 юли 1805 г. в Клайнхойбах за княз Франц фон Валдбург-Цайл (* 1778; † 1845)
- Карл Томас (* 18 юли 1783; † 3 ноември 1849, Хайделберг), княз на Льовенщайн-Вертхайм-Розенберг, женен на 29 септември 1799 г. в Елванген за графиня София фон Виндиш-Гретц (* 1784; † 1848)
- Йозефа Луиза/Жозефина (* 1 ноември 1784; † 4 април 1789)
- Константин (* 26 март 1786, Вертхайм; † 9 май 1844, Мюнхен), принц, баварски генерал, женен на 31 юли 1821 г. в Клайнхойбах за племенницата му принцеса Леополдина фон Льовенщайн-Вертхайм-Розенберг (* 1804; † 1869), дъщеря на брат му Карл Томас
- Луиза Кристиана Шарлота (* 12 май 1788; † 15 юли 1799)
- Вилхелм (* 31 март 1795; † 2 февруари 1838, Прага), женен (морганатичен брак) в Пеща на 12 октомври 1833 г. за Емилия Давид, издигната от великия херцог на Хесен на 2 август 1834 г. на „Фрау фон Наузес“, и на 6 февруари 1838 г. на „Фрайфрау фон Хабитцхайм“ (* 1810; † 1855)

От Мария Кресценция има три деца:
- Август Кризостомус (* 9 август 1808, Бохемия; † 24 октомври 1874, Бохемия), принц, неженен
- Максимилиан Франц (* 3 април 1810, Франкфурт на Майн; † 4 февруари 1884, Кройцвертхайм), принц, неженен
- Мария Йозефина София (* 9 август 1814; † 9 юни 1876), омъжена на I. на 24 март 1841 г. за принц Франц Йозеф фон Залм-Залм (* 1801; † 1842), II. на 3 декември 1845 г. в Бендорф за принц Карл фон Золмс-Браунфелс (* 1812; † 1845)